# Norrbottensgruppen
Norrbottensgruppen (NBG) är en svensk militärregiongrupp inom Hemvärnet som verkat i olika former sedan 2000. Förbandsledningen är förlagd i Bodens garnison i Boden.

## Historia
Inför försvarsbeslutet 2000 föreslog regeringen i sin propositionen för riksdagen, att den taktiska nivån bör reduceras genom att fördelnings- och försvarsområdesstaber samt marinkommandon och flygkommandon skulle avvecklas. Detta för att utforma ett armétaktiskt, marintaktiskt respektive flygtaktiskt kommando, vilka skulle samlokaliseras med operationsledningen. Förslaget innebar att samtliga försvarsområdesstaber skulle avvecklas.
Som ett led i försvarsbeslutet 2000 avvecklades försvars- och militärområdena den 30 juni 2000 och från och med den 1 juli 2000 organiserades i dess ställe militärdistrikt. Därmed avvecklades bland annat Norrbottens försvarsområde (Fo 63). De nya militärdistrikten motsvarade geografiskt sett de gamla militärområdena. Den stora skillnaden var att militärdistrikten var den lägsta nivån där chefen var territoriellt ansvarig. Inom militärdistrikten organiserades militärdistriktsgrupper, i regel en för varje län. I Norrbottens län organiserades den 1 juli 2000 tre militärdistriktsgrupper, Norrbottens gränsjägargrupp, Norrbottensgruppen, Lapplandsjägargruppen, vilka underställdes Norra militärdistriktet (MD N).
Den 2 juni 2005 presenterade regeringen sin proposition (2004/05:160) gällande en avveckling av militärdistriktsorganisationen. I propositionen hänvisades regeringen till att "I det framtida insatsförsvaret och den beslutade insatsorganisationen finns det inte längre krav på eller behov av regional eller territoriell ledning som motiverar en särskild ledningsorganisation". Därmed ansåg regeringen att militärdistriktsorganisationen kunde avvecklas, något som Försvarsmakten även i en framställan till regeringen den 7 mars 2005 föreslagit. I dess ställe skulle fyra ledningsgrupper för säkerhetstjänst och samverkan inrättas, där ledningsgrupperna lokaliserade till Boden, Stockholm, Göteborg och Malmö. Den 16 november 2005 antog riksdagen regeringens proposition, därmed beslutades att militärdistriktsorganisationen skulle upplösas och avvecklas den 31 december 2005. Vilket innebar att militärdistriktsgrupperna omorganiserades till utbildningsgrupper och underställdes ett utbildningsförband. Detta medförde att Norrbottensgruppen överfördes från Norra militärdistriktet (MD N) till att bli en enhet inom Norrbottens regemente (I 19) från och med den 1 januari 2006.
Den 1 januari 2013 bildades fyra militärregioner, där Norra militärregionen underställdes chefen för Norrbottens regemente, men löd under chefen insatsledningen i Högkvarteret avseende markterritoriell ledning i fred, kris och krig. Chefen för Norrbottensgruppen var dock fortfarande underställd chefen Norrbottens regemente gällande produktionsledning av hemvärnsförbanden samt insatsledning inom utbildningsgruppens geografiska område. Den 1 oktober 2018 delades dock ledningen av Norrbottens regemente och Norra militärregionen, det genom att en separat chefsbefattning för Norra militärregionen tillsattes. Vidare underställdes staben Norra militärregionen i ledningsfrågor direkt chefen insatsledningen i Högkvarteret. I Försvarsmaktens budgetunderlag till regeringen för 2020 föreslogs att de fyra militärregionala staberna från 1 januari 2020 skulle inrättas som egna organisationsenheter. Cheferna för militärregionstaberna föreslogs i sin tur underställas rikshemvärnschefen avseende produktion av utbildningsgrupper och hemvärnsförband. Detta medförde att utbildningsgrupperna överfördes organisatoriskt från ett utbildningsförband till de fyra militärregionala staberna. I regeringens proposition framhöll dock regeringen att den militära regionala indelningen kunde komma att justeras, det beroende på utfallet av utredningen "Ansvar, ledning och samordning inom civilt försvar" (dir. 2018:79). För Norrbottensgruppen innebar denna förändring att utbildningsgruppen överfördes från Norrbottens regemente till att bli en enhet inom Norra militärregionen från och med den 1 januari 2020.
För att påvisa anknytningen till militärregionen, lämnades den 1 januari 2023 begreppet utbildningsgrupp till förmån för det nya begreppet militärregionsgrupp. Det för att på ett tydligare sätt anknyta mot enhetens bidrag som ett av militärregionens krigsförband, med uppgifter såväl i fred som i krig.

## Verksamhet
Chefen Norrbottensgruppen är från den 1 januari 2020 direkt underställd chefen för Norra militärregionen. Norrbottensgruppens uppgifter är att utbilda, organisera och administrera hemvärnsförbanden i Piteå, Älvsbyn, Arvidsjaur, Jokkmokk, Boden, Luleå och Arjeplogs kommuner. Gruppen skall vidare stödja frivilliga försvarsorganisationer. Insatser i såväl fred som under kris och krig leds i allmänhet direkt av Norra militärregionen, men Norrbottensgruppen kan ges ledningsuppgifter som till exempel att avdela en militär insatschef (MIC).

## Ingående enheter
Norrbottensgruppen administrerar och utbildar sedan 1 januari 2012 en hemvärnsbataljon, Norrbottenbataljonen (12. hemvärnsbataljonen), före detta 63. hemvärnsbataljonen, samt en ledningspluton till staben vid Norra militärregionen. Gruppen bestod fram till den 31 december 2009 av två bataljoner. Den 1 januari 2010 uppgick Piteå Älvdals hemvärnsbataljon i Lule Älvdals hemvärnsbataljon, vilken fick det nya namnet 63. hemvärnsbataljonen. I och med insatsorganisation 2014 benämns bataljonen från och med den 1 januari 2012 som Norrbottensbataljonen (12. hemvärnsbataljonen).

### Norrbottenbataljonen
- 12. hemvärnsbataljonstaben och ledningsplutonen
- 121. hemvärnsinsatskompaniet
- 122. hemvärnsinsatskompaniet
- 123. hemvärnsbevakningskompaniet
- 124. hemvärnsbevakningskompaniet
- 125. hemvärnspionjärplutonen
- 126. hemvärnsflyggruppen
- 127. hemvärnsTOLO-gruppen
- 128. musikkåren, Hemvärnetsmusikkår Norrbotten
- 129. hemvärnspionjärplutonen
- 1291. Hemvärnsgranatkastarpluton

## Förläggningar och övningsplatser
I samband med Norrbottensgruppens bildades, var förbandsledning inledningsvis lokaliserad till stabsplatsen för det avvecklade Norrbottens försvarsområde, vid Kanslihusvägen i södra Boden. I slutet av 2000 omlokaliserades förbandsledning till det så kallade Kommendantshuset på Norrbottensvägen 4-6 i Boden.

## Heraldik och traditioner
I samband med att Norrbottens försvarsområde upplöstes och avvecklades övertog Norrbottensgruppen traditioner, inklusive fanan och hedersmedaljerna från Norrbottens försvarsområde.
Namn och benämning på de förband och staber som finns och funnits i Bodens garnison har reglerats efter anknytning till Bodens fästning. Bodens artilleriregemente, Bodens försvarsområde och Bodens ingenjörkår är de tre förband som hade anknytning till fästningen och fick därmed uppkallas efter staden. Övriga förband var ämnade att försvara länet eller landsdelen, det vill säga Norrbottens län respektive Norrland, vilka då uppkallats efter länet eller landsdelen, till exempel Norrbottens pansarbataljon eller Norrlands signalbataljon.

## Förbandschefer
- 2000–2008: Major Harry Thornéus
- 2008–2010: Överstelöjtnant Stig-Olof Skott [d]
- 2010–2014: Överstelöjtnant Thomas Widmark [e]
- 2015–2015: Överstelöjtnant Jerker Persson [f]
- 2015–2020: Major Karl "Kalle" Olsson [g]
- 2020–2022: Överstelöjtnant Peter Ekman [h]
- 2022–20xx: Major Patrik Borgström [i]

## Namn, beteckning och förläggningsort
| Norrbottensgruppen | 2000-07-01 | – |  |

| G 63  | 2000-07-01 | – | 2005-12-31 |
| UG 63 | 2006-01-01 | – | 2017-12-31 |
| NBG   | 2018-01-01 | – |            |

| Bodens garnison (F) | 2000-07-01 | – |  |